# Polca Tritsch Tratsch

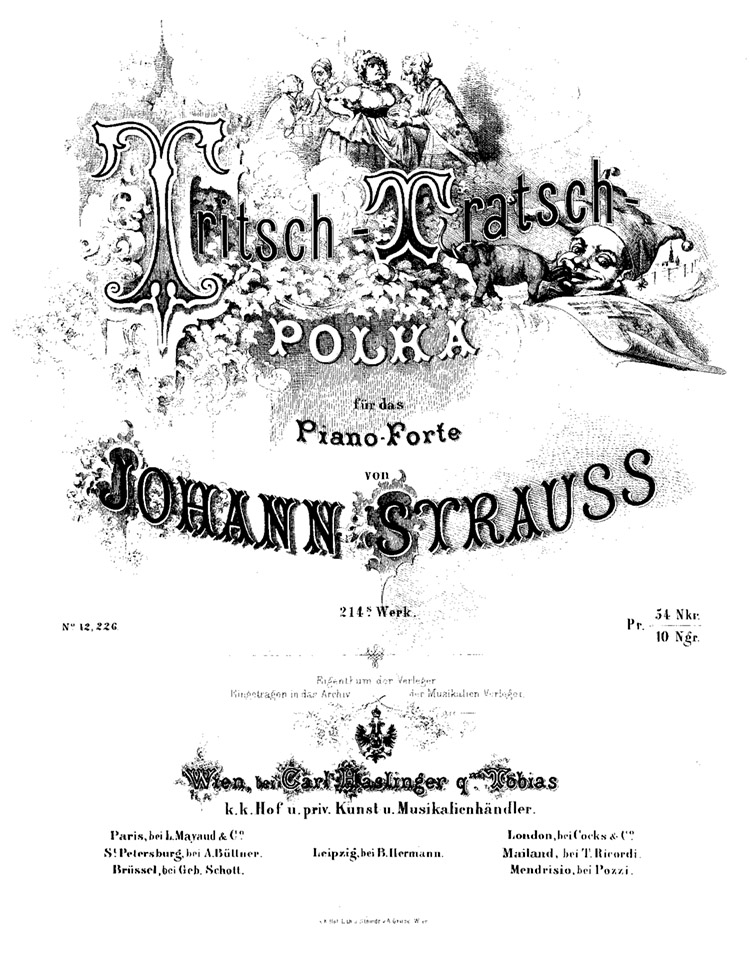
Tritsch-Tratsch Polka de Johann Strauss (hijo).

La polca Tritsch-Tratsch, op. 214 (Tritsch-Tratsch-Polka, también conocida como Trish Trash Polka) es una polca escrita por Johann Strauss (hijo) en la tonalidad de la mayor en 1858 después de una exitosa gira por Rusia durante la temporada de conciertos estivales en el palacio Pávlovsk, cerca de San Petersburgo.
El título puede ser interpretado como «chit-chat» y puede referirse a la pasión de los habitantes de la ciudad de Viena por los cotilleos. Strauss también pudo haberse referido al burlesque de un único acto Der Tritsch-Tratsch (con música de Adolf Sr. Müller) del famoso dramaturgo y actor austriaco Johann Nepomuk Nestroy, que se estrenó en (1833) y en la época en la que esta polca fue escrita todavía estaba en el repertorio de las orquestas. Muchos señalan que el título también puede hacer referencia al caniche de su primera esposa (Henrietta Treffz), también llamado Tritsch-Tratsch, pero esta teoría no está probada.
La pieza es alegre y de gran espíritu, como muchas de las polcas de Strauss.